# John Thomas (arpista)
John Thomas   (Bridgend, 1 de març de 1826 - Londres, 19 de març de 1913) va ser un compositor i arpista gal·lès. El nom bàrdic "Pencerdd Gwalia" (Cap dels joglars gal·lesos) se li va conferir a l'Aberdare Eisteddfod de 1861, el primer Eisteddfod "modern".

## Biografia
Va néixer a Bridgend el dia de Sant David, fill d'un sastre, també anomenat John Thomas, clarinetista de la banda amateur de la ciutat. Era el gran de set fills, quatre dels quals també tocaven l'arpa, sobretot el seu germà Thomas Thomas. John Thomas va començar tocant la triple arpa, que tenia tres jocs de cordes i era molt difícil de tocar. Als 14 anys, per influència d'Ada Lovelace, (filla de Lord Byron), va ingressar a la Royal Academy of Music de Londres. Entre els seus professors hi havia Cipriani Potter per a composició i John Balsir Chatterton per a arpa.
Va ensenyar al Royal College of Music, on finalment es va convertir en professor i a la Guildhall School of Music, tenint entre els seus alumnes a na Gwendolen Mason.
Va escriure moltes peces per a l'arpa, populars avui en dia i que s'utilitzen en el pla d'estudis de l'examen. També va escriure una òpera, una simfonia, dos concerts per a arpa, obertures, música de cambra i dues cantates: Llewellyn (1863) i The Bride of Neath Valley (1866). Va tocar un dels seus propis concerts d'arpa en un concert de la Filharmònica el 1852.
El 1861, es va comprometre breument amb la soprano belga Désirée Artôt. Finalment es va casar dues vegades, ambdues vegades amb antigues alumnes. La seva primera esposa, Alice Ann Keate, va morir el 1880, dos anys després del seu matrimoni; es va casar amb Joan Francis Denny el 1885.
El 1872 va ser nomenat arpista de la reina Victòria.

## Publicacions
- 1862 Melodies gal·leses, amb poesia gal·lesa i anglesa, vols. 1 i 2, de John Jones (Talhaiarn) i Thomas Oliphant. Autor: John Thomas.
- 1870 Gal·les Melodies, amb poesia gal·lesa i anglesa, vol. 3, de John Jones (Talhaiarn) i Thomas Oliphant. Autor: John Thomas.
- 1874 Gal·les Melodies, amb poesia gal·lesa i anglesa, vol. 4, de John Jones (Talhaiarn) i Thomas Oliphant. Autor: John Thomas.

## Enregistraments seleccionats
- John Thomas. Harp Music: Scenes of Childhood; Grand Duet; Cambria. Lipman Harp Duo (Naxos, 2007).
- John Thomas. Welsh Music for Voice and Harps: Hela'r sgyfarnog; Gogerddan; La primola; Cambria; Ymadawiad y brenin; Serch hudol; Hob a derry dando; Souvenir du nord; Dadl dau; Bedd Gelert; Thou art the star; L'Adieu. Rachel Ann Morgan, Edward Witsenburg (Globe Classics, 2012).
- John Thomas. Complete Duos for Harp and Piano, vol. 1: Souvenir du nord; Dyddiau Mebyd (Scenes of Childhood); Cambria; Dewch i'r Frwydyr (Come to Battle); Grand Duet in E flat minor; arrangements of Adelaide, Op. 46 (Beethoven); Themes from Carmen (Bizet); Gigue from Water Music (Suite No. 3 in G major by Handel). Duo Praxedis: Praxedis Hug-Rütti (harp); Praxedis Geneviève Hug (piano) (Toccata Classics, 2020).